# Масовка
Масовка (лат. велики број) представља део представе или сцене са великим бројем учесника. Колоквијално се употребљава за целокупне сценске спеклтакле односно представе са већим бројем глумаца и извођача.